# Canton de Libourne
Le canton de Libourne est une ancienne division administrative française du département de la Gironde en région Aquitaine. Située dans l'arrondissement de Libourne, elle tient lieu, jusqu'au redécoupage cantonal de 2014, de circonscription d'élection des anciens conseillers généraux. Depuis, Libourne est le bureau centralisateur du nouveau canton du Libournais-Fronsadais.

## Histoire
Depuis le redécoupage de 2014 applicable lors des élections départementales de mars 2015, huit des dix communes du canton de Libourne sont fusionnées avec celles de l'ancien canton de Fronsac pour former le nouveau canton du Libournais-Fronsadais, les deux dernières, Saint-Émilion et Saint-Sulpice-de-Faleyrens étant transférées dans le nouveau canton des Coteaux de Dordogne,.

## Géographie
Cet ancien canton à cheval sur les deux rives de la Dordogne et dont quatre des dix communes sont implantées dans la région naturelle de l'Entre-deux-Mers était organisé autour de Libourne. Son altitude variait de 1 m (Arveyres) à 107 m (Saint-Émilion) pour une altitude moyenne de 17 m.

## Composition
Le canton de Libourne regroupait dix communes et comptait 40 562 habitants (population municipale) au 1er janvier 2010.
| Nom                        | Code Insee | Intercommunalité              | Superficie (km2) | Population (dernière pop. légale) | Densité (hab./km2) |
| -------------------------- | ---------- | ----------------------------- | ---------------- | --------------------------------- | ------------------ |
| Arveyres                   | 33015      | CA du Libournais              | 17,27            | 1 913 (2014)                      | 111                |
| Les Billaux                | 33052      | CA du Libournais              | 6,26             | 1 180 (2014)                      | 188                |
| Cadarsac                   | 33079      | CA du Libournais              | 2,28             | 330 (2014)                        | 145                |
| Izon                       | 33207      | CA du Libournais              | 15,59            | 5 466 (2014)                      | 351                |
| Lalande-de-Pomerol         | 33222      | CA du Libournais              | 8,25             | 676 (2014)                        | 82                 |
| Libourne                   | 33243      | CA du Libournais              | 20,63            | 24 595 (2014)                     | 1 192              |
| Pomerol                    | 33328      | CA du Libournais              | 6,24             | 666 (2014)                        | 107                |
| Saint-Émilion              | 33394      | CC du Grand Saint-Émilionnais | 27,02            | 1 893 (2014)                      | 70                 |
| Saint-Sulpice-de-Faleyrens | 33480      | CC du Grand Saint-Émilionnais | 18,17            | 1 442 (2014)                      | 79                 |
| Vayres                     | 33539      | CA du Libournais              | 14,46            | 3 711 (2014)                      | 257                |

## Démographie
| 1962   | 1968   | 1975   | 1982   | 1990   | 1999   | 2006   | 2011   | 2012   |
| ------ | ------ | ------ | ------ | ------ | ------ | ------ | ------ | ------ |
| 31 267 | 34 103 | 34 622 | 35 688 | 35 749 | 36 426 | 39 502 | 40 641 | 40 715 |

## Représentation

### Conseillers généraux de 1833 à 2015
| Période | Période      | Identité                                | Étiquette           | Qualité |
| ------- | ------------ | --------------------------------------- | ------------------- | --- |
| 1833    | 1839         | Gaston Lacaze (1768-1850)               |                     | Négociant, ancien maire de Libourne (1798-1815) |
| 1839    | 1847         | Jean David                              | Majorité dynastique | Avocat, bâtonnier Maire de Libourne (1832-1848), député (1852-1857) Ancien conseiller général du Canton de Fronsac                                                                      |
| 1847    | 1848         | Jean Gabriel Émile Morange (1802-1883)  |                     | Avocat à Libourne, conseiller d'arrondissement |
| 1848    | 1852         | Jean Simon Boutin (1777-1867)           |                     | Avoué, maire de Libourne (1848-1849) |
| 1852    | 1868         | Hippolyte-François Danglade (1798-1874) |                     | Négociant, maire de Libourne (1849-1863) |
| 1868    | 1871         | Jean Gabriel Émile Morange (1802-1883)  |                     | Avocat, maire de Libourne (1850-1852, 1863-1870) |
| 1871    | 1883         | Jacques Lataste (1816-1886)             | Républicain         | Surintendant militaire de Libourne en 1870 Maire de Libourne (1871-1874 et 1876-1878)                                                                                                   |
| 1883    | 1895         | Abel Surchamp                           | Républicain         | Négociant en tissus et viticulteur Maire de Libourne (1882-1892 et 1904-1912) Député (1889-1902)                                                                                        |
| 1895    | 1907         | Louis Durand-Dégrange (1850-1925)       | Nationaliste        | Maire de Libourne (1892 et 1896-1904) |
| 1907    | 1913 (décès) | Jules Lataste (1850-1913)               | Républicain         | Docteur en médecine Propriétaire à Saint-Émilion [fils de Jacques Lataste] |
| 1913    | 1931         | Gabriel Combrouze                       | AD                  | Exploitant viticulteur Maire de Saint-Émilion (1896-1944), conseiller d'arrondissement Député (1906-1924)                                                                               |
| 1931    | 1940         | Marcel Loubat (1872-1943)               | RG puis Rad.        | Négociant en vins Maire de Libourne (1935-1941), conseiller d'arrondissement |
|         |              |                                         |                     | |
| 1943    | 1945         | Jean-Auguste Durand                     | Droite              | Conseiller d'arrondissement, adjoint au maire de Libourne Nommé conseiller départemental en 1943                                                                                        |
|         |              |                                         |                     | |
| 1945    | 1949         | Jean Bernardet                          | SFIO                | Ingénieur et viticulteur Maire de Libourne (1945-1947) |
| 1949    | 1955         | Abel Boireau                            | RGR                 | Docteur en droit, avocat à la Cour d'appel de Bordeaux Maire de Libourne (1947-1959) |
| 1955    | 1979         | Jean Bernadet                           | SFIO puis PS        | Ingénieur du service vicinal Maire de Libourne (1945-1947) |
| 1979    | 1998         | André Teurlay                           | UDF                 | Commerçant, chef d'entreprise, Président de la Chambre de commerce Maire de Libourne (1979-1989)                                                                                        |
| 1998    | 2004         | Pierre Bernard                          | PS                  | Conseiller d’orientation Maire-adjoint de Libourne (1989-2001) |
| 2004    | 2011         | Gilbert Mitterrand                      | PS                  | Professeur de droit Maire de Libourne de 1989 à 2011 Président de la communauté de communes du Libournais Ancien député (1981-1993 et 1997-2002) Ancien conseiller régional (1981-1989) |
| 2011    | 2015         | Isabelle Hardy                          | PS                  | Maire-adjointe de Libourne Élue en 2015 dans le canton du Libournais-Fronsadais |

### Conseillers d'arrondissement (de 1833 à 1940)
| Période                                  | Période | Identité                               | Étiquette                         | Qualité |
| ---------------------------------------- | ------- | -------------------------------------- | --------------------------------- | --- |
| 1833                                     | 1836    | Raimond Fontemoing                     |                                   | Ancien capitaine de la Garde nationale de Bordeaux, propriétaire, ancien maire de Libourne                                                |
| 1836                                     | 1847    | Jean Gabriel Émile Morange (1802-1883) |                                   | Avocat à Libourne, conseiller d'arrondissement du canton de Guîtres (1833 à 1836)                                                         |
|                                          |         |                                        |                                   | |
| 1871                                     | 1878    | Jules Delpit                           |                                   | Propriétaire à Izon, Président du conseil d'arrondissement                                                                                |
| 1878                                     | 1892    | Jules Steeg                            | Républicain                       | Pasteur et publiciste à Libourne, député (1881-1889)                                                                                      |
| 1892                                     | 1898    | Émygde Faure                           | Républicain                       | Médecin, propriétaire du château Gueyrot, maire de Saint-Émilion (1887-1896)                                                              |
| 1898                                     | 1913    | Gabriel Combrouze                      | Républicain                       | Viticulteur, maire de Saint-Émilion (1896-1944) Secrétaire général du comice agricole de l'arrondissement de Libourne, député (1906-1924) |
|                                          |         |                                        |                                   | |
| 1919                                     | 1931    | Marcel Loubat (1872-1943)              | RG                                | Négociant en vins, adjoint au maire de Libourne                                                                                           |
| 1931                                     | 1940    | Jean-Auguste Durand                    | Alliance républicaine et radicale | Conseiller municipal de Libourne |
| 1940                                     |         |                                        |                                   | Les conseils d'arrondissement ont été suspendus par la loi du 12 octobre 1940 et n'ont jamais été réactivés                               |
| Les données manquantes sont à compléter. |         |                                        |                                   | |